# Солонянский район
Солоня́нский райо́н (укр. Солонянський район) — упразднённая административная единица на юге центральной части Днепропетровской области Украины. Административный центр — посёлок городского типа Солёное.

## География
Район граничит на севере с Днепровским и Криничанским районами, на западе — с Софиевским, на юге — с Никопольским и Томаковским районами, а также с Запорожским районом Запорожской области.
Площадь района 1730 км² (3-е место среди районов).
Основные реки — Днепр,
Балка Широкая,
Мокрая Сура,
Сухая Сура,
Камышеватая Сура,,
Любимовка,
Грушевка,
Солёная,
Тритузная.

## История
Район образован в 1923 году. 21 января 1959 года к Солонянскому району была присоединена часть территории упразднённого Днепропетровского района.
17 июля 2020 года в результате административно-территориальной реформы район вошёл в состав Днепровского района.

## Население
Население района составляет 42 500 человек (данные 2001 г.), в том числе в городских условиях проживают 9 599 человек, в сельских — 32 901 человек.

## Административное устройство
Район включал в себя:
| - Поселковых советов: 2 - Сельских советов: 18 | - Посёлков городского типа: 2 - Посёлков: 4 - Сёл: 101 |

### Местные советы[7]
| - Солонянский поселковый совет - Новопокровский поселковый совет - Александропольский сельский совет - Башмачанский сельский совет - Березноватовский сельский совет - Василевский сельский совет - Войсковой сельский совет - Иверский сельский совет - Малозахаринский сельский совет - Мопровский сельский совет | - Наталовский сельский совет - Никольский сельский совет - Новомарьевский сельский совет - Павловский сельский совет - Письмечевский сельский совет - Привольненский сельский совет - Проминьский сельский совет - Святовасильевский сельский совет - Сурско-Михайловский сельский совет - Широчанский сельский совет |

### Населённые пункты[8]
с. Акимовка

с. Александровка

с. Александрополь

с. Алексеевка

с. Анно-Мусиевка

с. Антоновка

с. Аполлоновка

с. Барвинок

с. Башмачка

c. Безбородьково

с. Березноватовка

с. Богатое

с. Богдановка

с. Бутовичевка

с. Василевка

с. Вишнёвое (Широчанский с/с)

с. Вовниги

с. Водяное

с. Войсковое

с. Вольное

с. Гайдамацкое

с. Гаркушино

с. Голубиновка

с. Гончарка

с. Григоровка

с. Гроза

с. Грушевка

с. Дальнее

с. Днепровское

с. Долинское

с. Дорогановка

с. Дружелюбовка

с. Звонецкий Хутор

с. Звонецкое

с. Иверское

с. Калиновка

с. Каменное

с. Каменно-Зубиловка

с. Карайково

с. Кашкаровка

с. Константиновка

с. Котляровка

с. Кринички

с. Крутое

с. Любимовка

с. Любовь

с. Малая Калиновка

с. Малиновка

с. Малиновое

с. Малозахарино

с. Матросово

с. Маяк

с. Мирное

с. Межевое

с. Мирополь

с. Михайловка

пос. Надиевка

с. Наталовка

пос. Незабудино

с. Незабудино

с. Николо-Мусиевка

с. Никольское

с. Никольское-на-Днепре

с. Новоандреевка

с. Новомарьевка

пгт Новопокровка

с. Новосёловка

с. Новотарасовка

с. Новотерноватка

с. Орехово

с. Орлово

с. Осипенко

с. Павловка

с. Паньковое

с. Перше Травня

с. Петриковка

с. Петровское

с. Петро-Свистуново

с. Письмечево

с. Привольное

с. Проминь

с. Пропашное

с. Пшеничное

с. Растанье

с. Рясное

пос. Святовасильевка

с. Сергеевка

пгт Солёное

с. Солнечное

с. Староднепровское

с. Судановка

с. Сурско-Михайловка

пос. Тихое

с. Товарищеский Труд

с. Томаковка

с. Тракторное

с. Тритузное

с. Трудолюбовка

с. Хижино

с. Цветущее

с. Червонокаменное

с. Черниговка

с. Чернопаровка

с. Шестиполье

с. Широкое

с. Широкополе

с. Шульговка

#### Ликвидированные населённые пункты[9]
| с. Вишнёвое | с. Новогригоровка | с. Перше Травня (Новопокровский п/с) | с. Пивденное |

## Экономика
Основная отрасль в районе — сельскохозяйственное производство.

## Достопримечательности
- Мемориал «Днепровский плацдарм» у с. Войсковое
- Мемориальная плита о смерти Святослава Игоревича, павшего в неравном бою с печенегами (с Никольское-на-Днепре)
- Краснокутский курган
- Дом пана Енгельгарда (братьев Бергманов)

### Известные уроженцы
- Бельченко, Сергей Саввич (1902—2002) — высокопоставленный работник органов госбезопасности СССР, генерал-полковник, депутат Верховного Совета СССР.